# Patiala Dete
Patiala Dete is een bestuurslaag in het regentschap West-Soemba van de provincie Oost-Nusa Tenggara, Indonesië. Patiala Dete telt 1576 inwoners (volkstelling 2010).